# Montreal Machine
La Montreal Machine va ser una franquícia de futbol americà de Montreal que participà en la World League de futbol americà durant els anys 1991 i 1992. Amb la suspensió d'operacions de la competició de l'any 1992 l'equip va desaparèixer.